# Budești (Maramureș)
Budești (in ungherese Budfalva) è un comune della Romania di 3 350 abitanti, ubicato nel distretto di Maramureș, nella regione storica della Transilvania. 
Il comune è formato dall'unione di 2 villaggi: Budești e Sârbi.
Budești ospita la chiesa lignea dedicata a San Nicola (Sf. Nicolae), risalente al 1643 e contenente opere pittoriche del 1762, facente parte del complesso delle Chiese lignee del Maramureș.